# Rhamnus prinoides
Rhamnus prinoides, крушина блискуча, гешо — це африканський чагарник або невелике дерево родини Rhamnaceae. Вперше науково описаний французьким ботаніком Шарлем Луїсом Леритьє де Брютелем у 1789 р.

## Опис
Rhamnus prinoides зустрічається від Еритреї до Південної Африки на середніх і великих висотах. Вони ростуть біля струмків або на узліссях. Дрібні їстівні плоди мають вигляд блискучих червоних ягід.

## Використання
Рослина Rhamnus prinoides має багато застосування серед мешканців Африки. Усі частини рослини збирають і використовують для харчування, медицини або релігійних цілей.
В Еритреї та Ефіопії, де ця рослина відома як гешо її використовують подібно до хмелю. Стебла варять і екстракт змішують з медом для бродіння. Отримайний напій називається мйес в мові тигринья і теж в амхарською.
Він також використовується для пивоваріння еритрейського та ефіопського пива телла (сива в тигринья та тінсіс в амхарському). Цей місцевий напій виготовляється з гешо як основного інгредієнта. Листя гешо сушать і розтирають ступкою у борошно. Ячмінний солод готують, сушать і подрібнюють. Ці два інгредієнти змішуються в пропорції, що варіюється від виробника до виробника, і ферментуються в середньому від 3 до 5 днів. Палене пшоно (або сорго та кукурудзяне борошно регіонально) запікають і, нарешті, змішують із ферментованим розчином. Після 1-2 днів бродіння телла можна відфільтрувати і вживати в напої, який називається guesh (tsiray в тигринья).

## Галерея

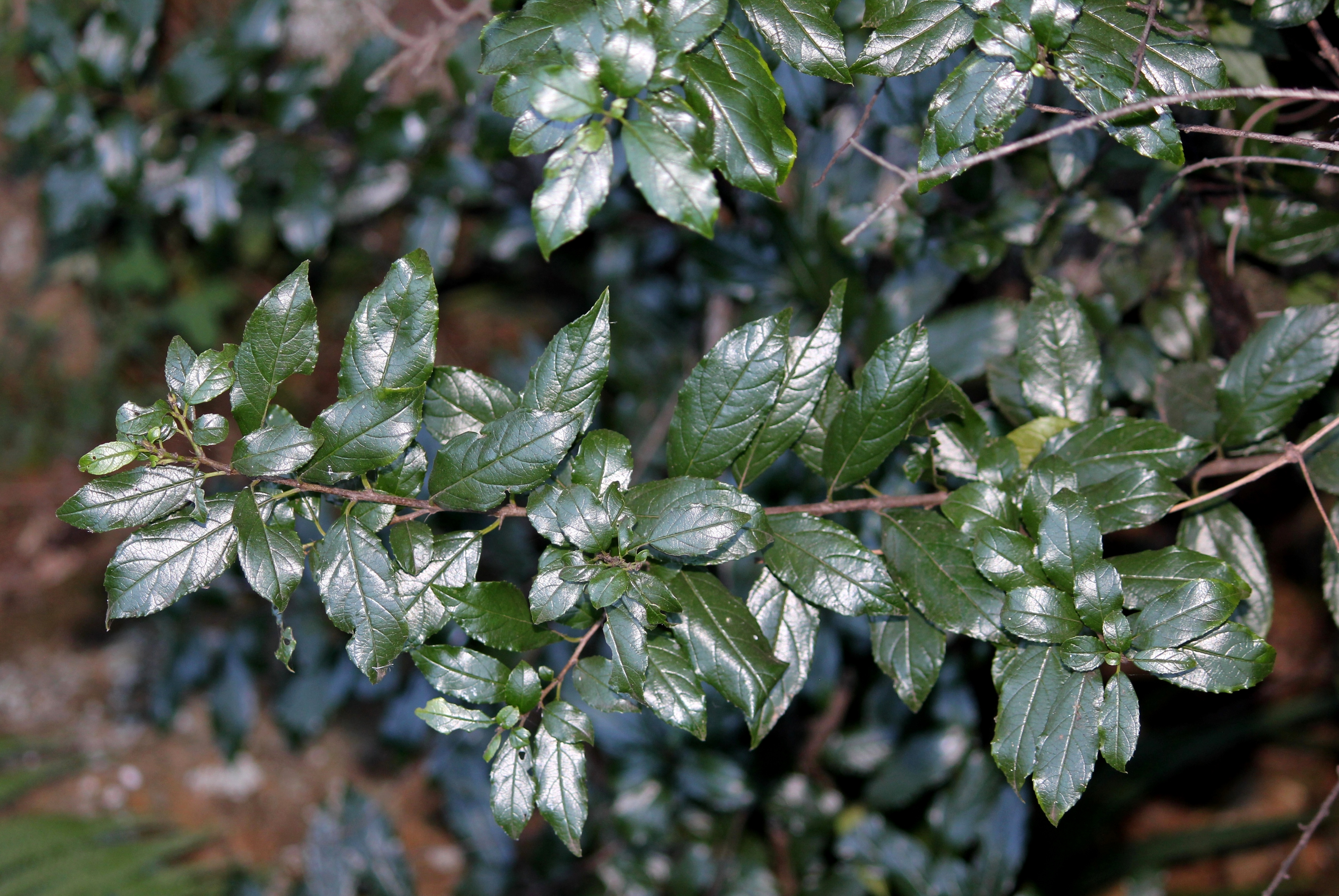
Листя
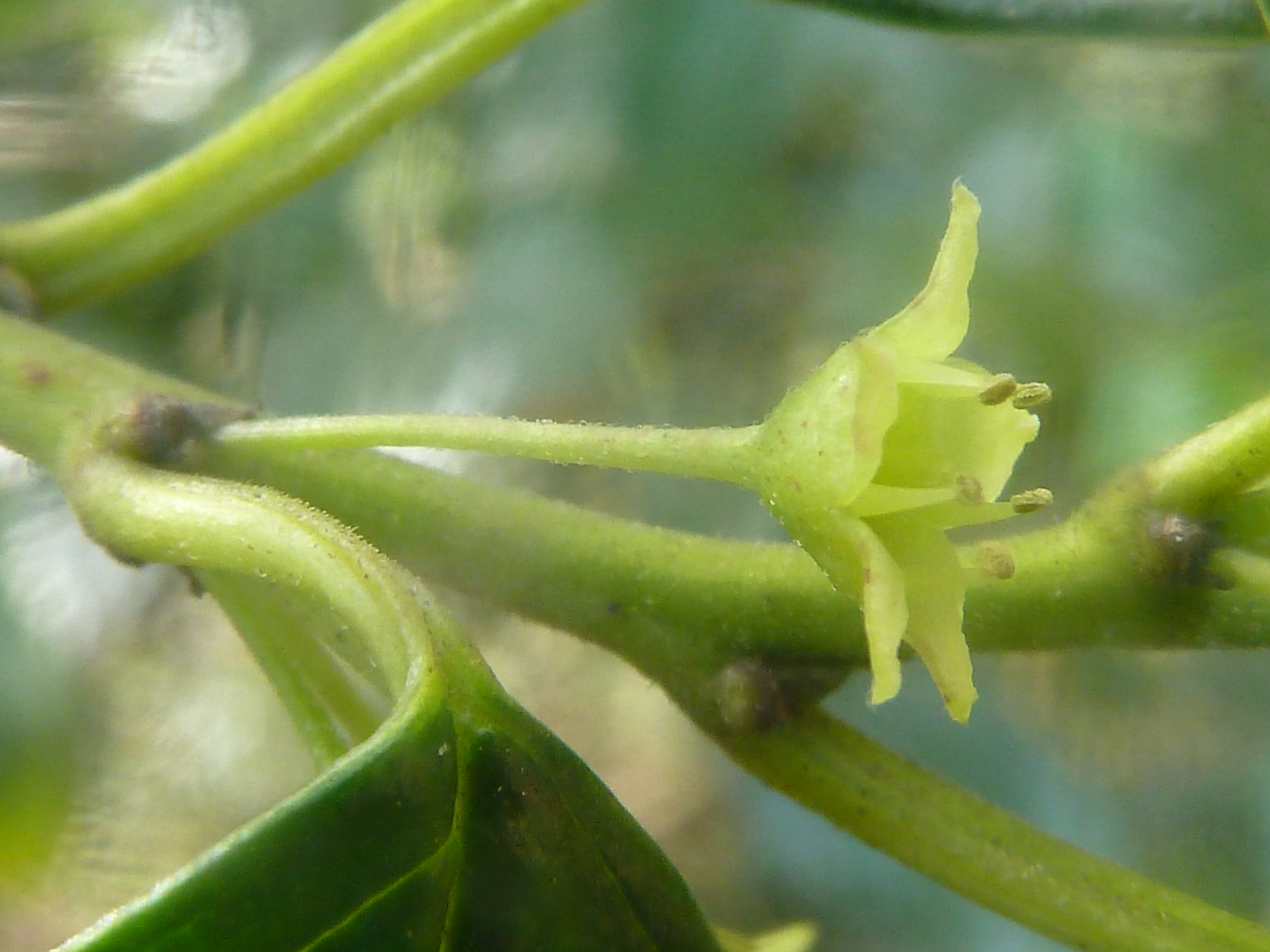
Квітка
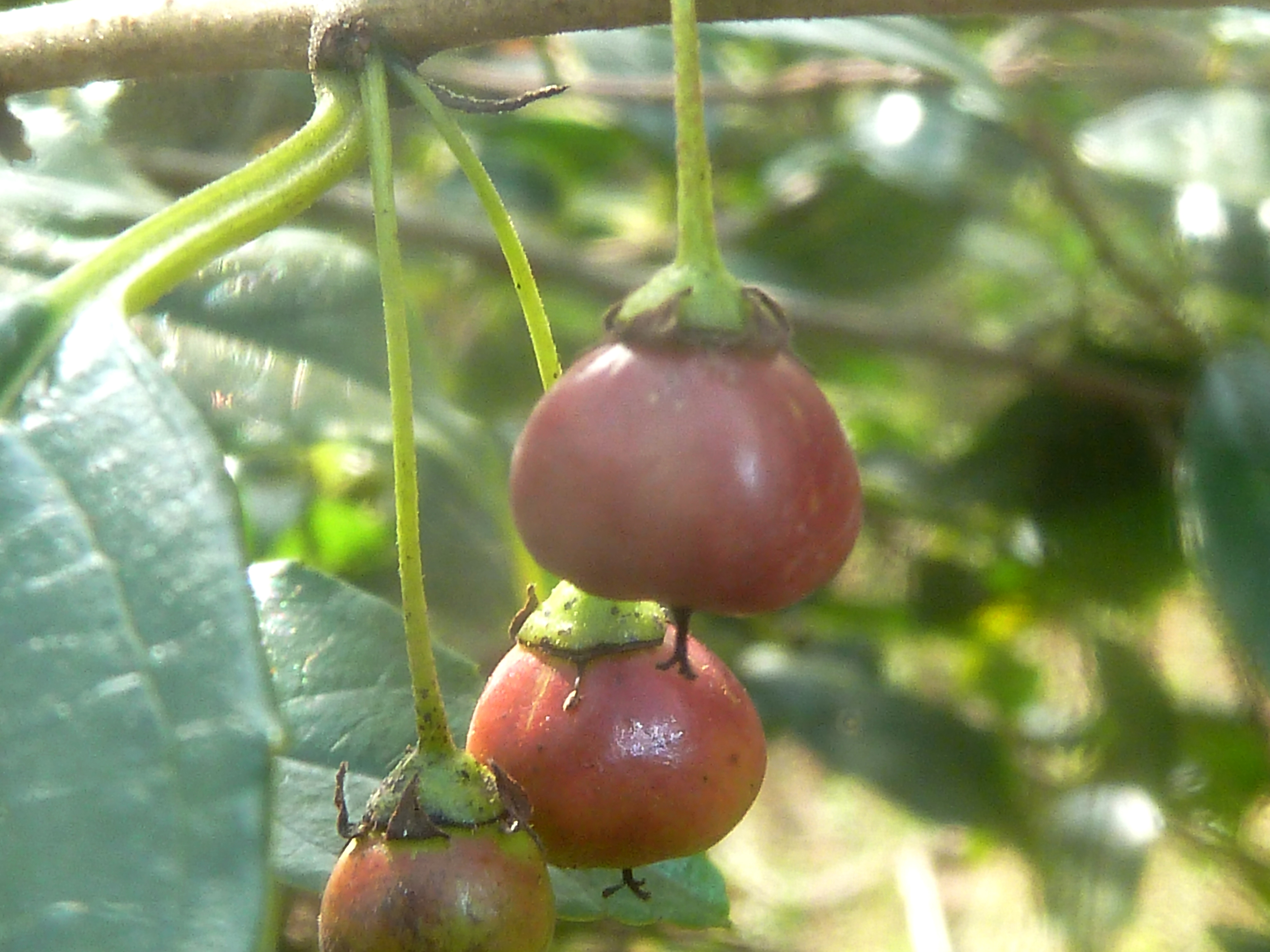
Незрілі плоди
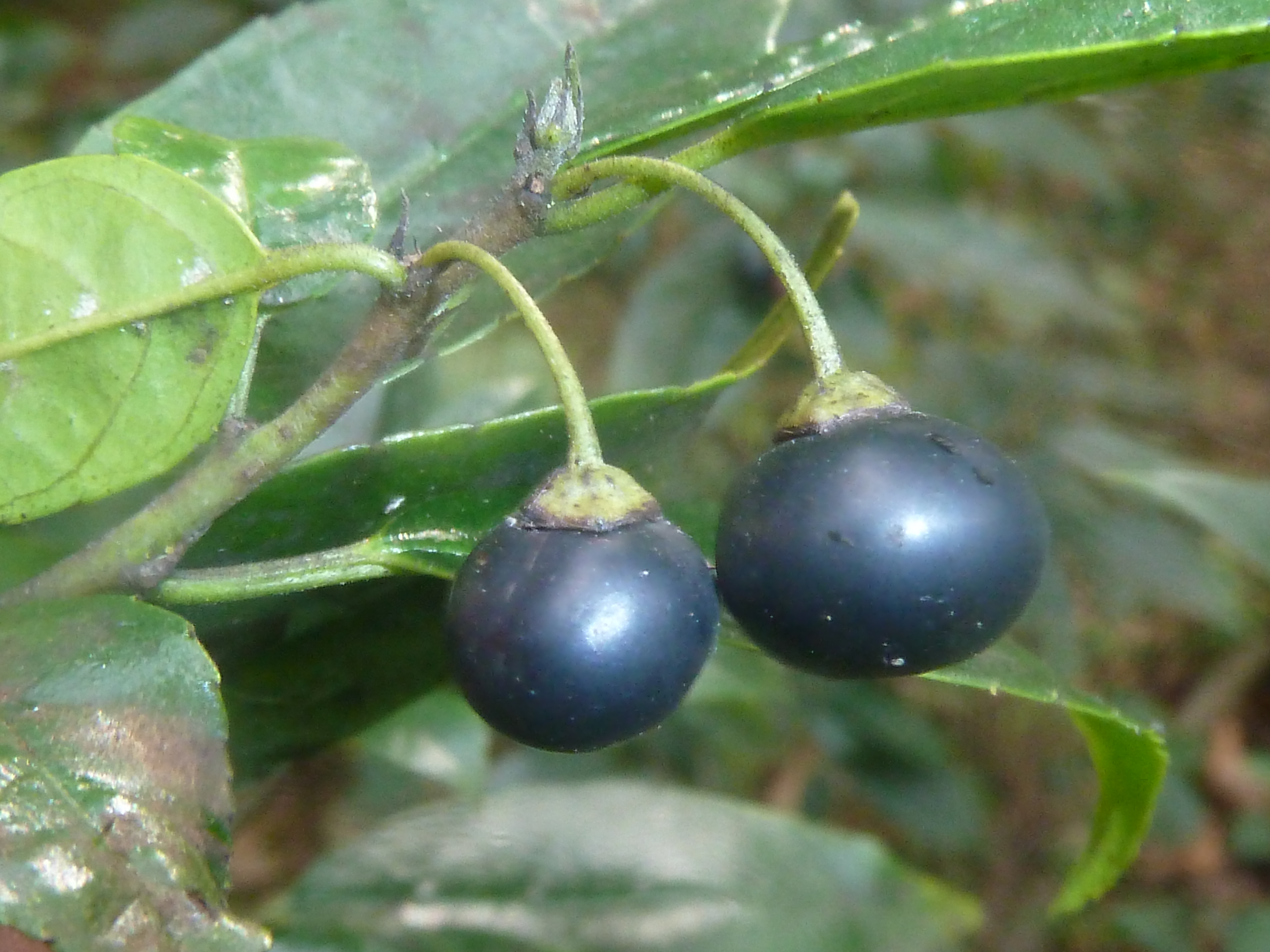
Стиглі плоди